# Mireval-Lauragais
Mireval-Lauragais é uma comuna francesa na região administrativa de Occitânia, no departamento de Aude. Estende-se por uma área de 10,32 km². Em 2010 a comuna tinha 185 habitantes (densidade: 17,9 hab./km²).